# Vereinigte Provinzen des Río de la Plata

Flagge, 1812

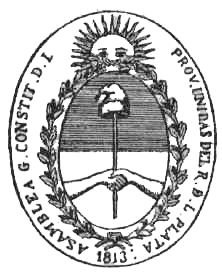
Wappen

Vereinigte Provinzen des Río de la Plata (spanisch Provincias Unidas del Río de la Plata) war der Name für das Territorium der heutigen Staaten Argentinien, Uruguay und des bolivianischen Departamento Tarija zwischen der Mai-Revolution (Revolución de Mayo) 1810 und 1831.
Er ging aus dem seit 1810 durch die südamerikanischen Unabhängigkeitskriege zerbrechenden Vizekönigreich des Río de la Plata hervor. Kurzfristig (1813–1816) hieß der Staat Provincias Unidas de Sudamérica („Vereinigte Provinzen von Südamerika“). Im Deutschen wird auch die Kurzform Vereinigte Staaten von La Plata benutzt.
1831 wurde dieser Name durch die Bezeichnung Argentinische Konföderation (Confederación Argentina) ersetzt, die sich aber nur noch auf den heutigen Staat Argentinien bezog. Diese Bezeichnung wurde bis 1861 verwendet, als der ab 1852 unabhängige Staat Buenos Aires dem umbenannten Staat wieder als Provinz beitrat. Seither wird dieser Staat als Argentinische Republik (República Argentina) oder kurz Argentinien (Argentina) bezeichnet. Laut der argentinischen Verfassung gelten jedoch weiterhin alle drei Namen – Provincias Unidas del Río de la Plata, Confederación Argentina und República Argentina – als offizielle Bezeichnungen Argentiniens.

Vereinigte Provinzen des Río de la Plata 1816
Vereinigte Provinzen des Río de la Plata 1821
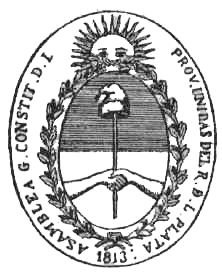
Siegel der Provincias Unidas del Río de la Plata